# Fabbrica Motori Anzani

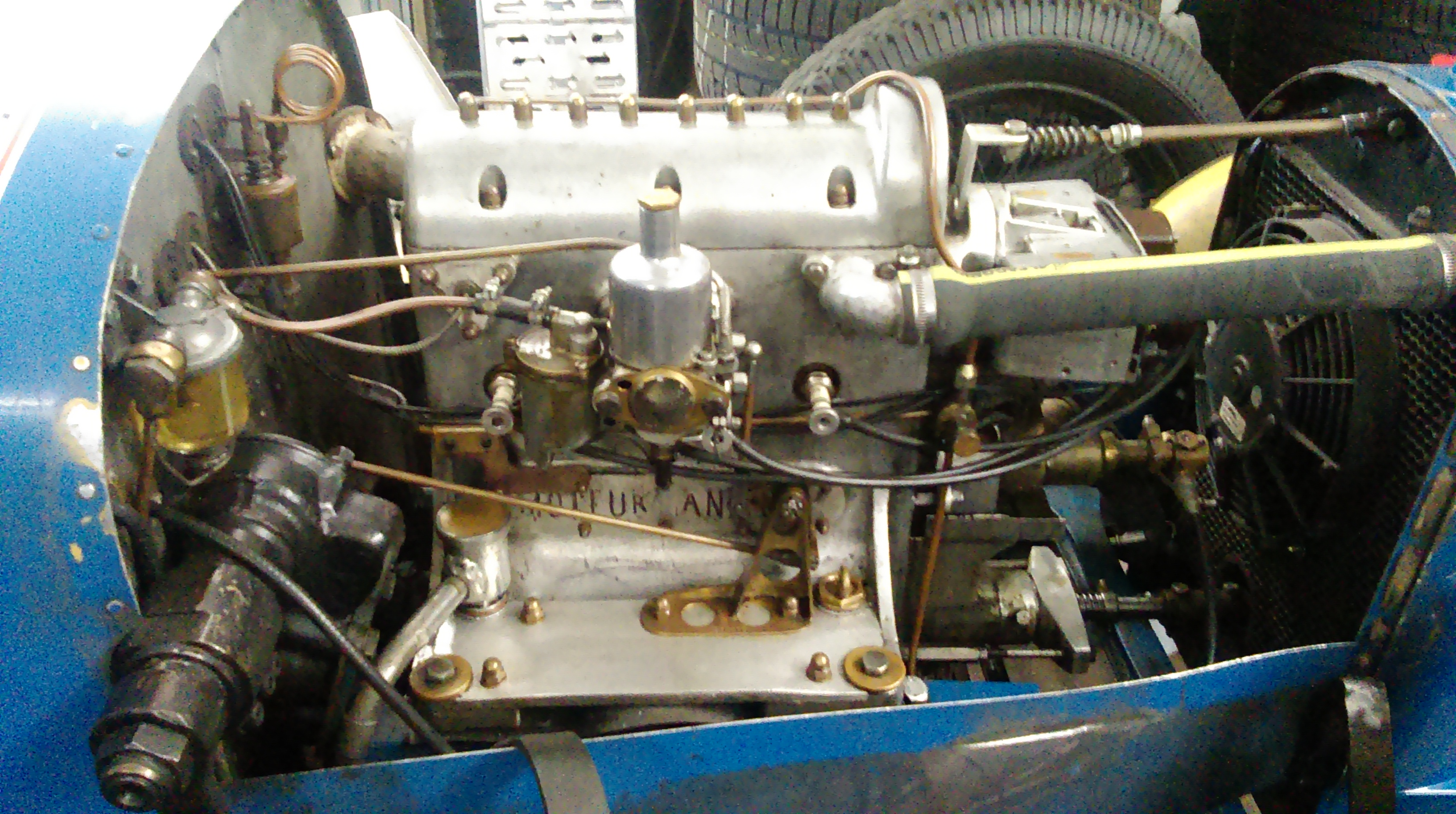
Aus Aluminium gefertigter 1098-cm³-Anzani-Motor mit vier Zylindern und obenliegender Nockenwelle

Die Fabbrica Motori Anzani war ein italienischer Motorenhersteller, den der italienische Ingenieur Alessandro Anzani 1914 in Monza gründete.
Dort stellte man Zehnzylinder-Doppelsternmotoren für Flugzeuge mit Leistungen von 100 bis 1250 PS her. Die ersten Exemplare liefen 1916 vom Band und wurden z. B. in die Farman M.F.11 und in die Caudron G-III eingebaut.
1923/1924 baute die Firma Motoren unter anderem für Cyclecars. So wurde z. B. ein 1098-cm³-Motor mit obenliegender Nockenwelle und Motorblock aus Aluminium gefertigt, der Verwendung in einem Rennwagen Collet-Anzani und in einem Mauve-Cyclecar fand.